# Patalom
Patalom község Somogy vármegyében, a Kaposvári járásban.

## Fekvése
A megyeszékhelytől, Kaposvártól 20 kilométerre északkeletre elhelyezkedő kisközség. A Külső-Somogyi dombság egyik szép völgyében található, környéke nagyon gazdag erdőkben. Központja a Kaposvár-Szántód közti 6505-ös útról leágazva, egy mellékúton érhető el.

## Története
A falu neve 1275-ben fordult elő először hivatalos dokumentumban, mégpedig Pothlon alakban írva. A falu és környéke a Rátót nemzetség birtoka volt, de a török megszállás alatt az egész vidék teljesen elnéptelenedett, elpusztult. Újratelepülése csak később történt meg, az iratok szerint a 18. századtól a Kacskovics, a Bosnyák és a Gyulai Gaál családok tulajdonában volt a határ többsége.
A 19. század végén 200, 1910-ben pedig 304 lakosa volt. A 20. század első évtizedéből fennmaradt dokumentumok szerint mintegy harmincan vándoroltak ki a patalomi lakosok közül Amerikába. Az 1930-as években már római katolikus iskola, kocsma és bolt is működött. Legnépesebb időszakát 1980-ban élte a község: az idő tájt 400 fölé emelkedett a lakók száma.
A falu a rendszerváltásig  közös tanácshoz tartozott két közeli településsel, Magyaratáddal és Igallal. 1993-tól saját jegyzőséggel működött, majd az ezredforduló küszöbén ismét Magyaratáddal közösen működtettek körjegyzőséget. Az óvodás korú gyermekeket és a tanköteleseket szintén Magyaratád oktatási intézményei fogadják, mint ahogy az ottani háziorvos látja el az egészségügyi teendőket is.

## Közélete

### Polgármesterei
- 1990–1994: Véber József (független)[5]
- 1994–1998: Wéber József (független)[6]
- 1998–2002: Porkoláb Lászlóné (MSZP)[7]
- 2002–2006: Keszler Ferenc (független)[8]
- 2006–2010: Keszler Ferenc (független)[9]
- 2010–2014: Keszler Ferenc (független)[10]
- 2014–2019: Keszler Ferenc József (független)[11]
- 2019–2024: Keszler Ferenc (független)[12]
- 2024– : Keszler Ferenc (független)[1]

## A lakosság
A lakosság az 1950-es évekig kizárólag mezőgazdasággal foglalkozott. A háború után viszonylag gyorsan talpra álltak a gazdák. Az első téesz 1950-ben alakult, elsősorban a földhöz juttatott egykori cselédekből, s csaknem két évtizeden keresztül gazdálkodott. 1969-ben egyesült a magyaratádi Barátság Mgtsz-szel, melynek ma is részét képezi. A gazdaság továbbra is az egyik legfontosabb munkaadó a községben.

## Szociális otthon
A helybéliek foglalkoztatásában jelentős szerepe van az egykori Gyulai Gaál-kastélyban kialakított Park Szociális Otthonnak. Az intézményben 138 fokozott gondozást igénylő, idős beteg szakosított ellátása folyik. A gondozottakat 2–4, illetve 4–7 ágyas szobákban helyezik el. Az elmúlt években a tetőtérben garzonlakásokat is kialakítottak, illetve a park területén felújítottak egy házat is, amely most szintén fogad öregeket. Az intézménynek határozatlan idejű működési engedélye van, ami azt jelenti, hogy maradéktalanul megfelel a törvényi előírásoknak, működéséhez minden személyi és tárgyi feltétel adott. Emellett a megye egyik leghumánusabb és legmagasabb szakmai színvonalon működő intézménye. A 68 dolgozót foglalkoztató intézményt, amely 1997-ben ünnepelte fennállásának negyedszázados évfordulóját, Somogy Megye Közgyűlése tartja fenn. A Park Otthon megyei módszertani központként is működik.

## Kultúra, sport
A kulturális igényeket a művelődési otthon, a könyvtár és egy helytörténeti emlékszoba igyekszik kielégíteni. Az önkormányzat sportpályát tart fent, a helyi futballcsapat a megyei II. osztályú bajnokságban játszik. Hagyományteremtő rendezvény a Ráksi, Kazsok, Patalom községek által évenként más időpontban megszervezett falunap. Patalom augusztus 20-án - amikor a falunapot is megrendezik - látja vendégül a két szomszédos település népes küldöttségét.

## Népesség
A település népességének változása:
| Lakosok száma | 341  | 335  | 327  | 285  | 268  | 274  | 276  |
|               | 2013 | 2014 | 2015 | 2021 | 2022 | 2023 | 2024 |

A 2011-es népszámlálás során a lakosok 93,3%-a magyarnak, 4,3% cigánynak, 0,6% horvátnak, 0,3% románnak, 0,6% ukránnak mondta magát (6,7% nem nyilatkozott; a kettős identitások miatt a végösszeg nagyobb lehet 100%-nál). A vallási megoszlás a következő volt: római katolikus 64,7%, református 8,5%, evangélikus 1,5%, görögkatolikus 0,3%, felekezet nélküli 14,6% (10% nem nyilatkozott).
2022-ben a lakosság 94,4%-a vallotta magát magyarnak, 1,9% németnek, 1,1% cigánynak, 0,7% ukránnak, 0,4% horvátnak, 3,4% egyéb, nem hazai nemzetiségűnek (4,1% nem nyilatkozott; a kettős identitások miatt a végösszeg nagyobb lehet 100%-nál). Vallásuk szerint 32,1% volt római katolikus, 5,6% református, 0,7% evangélikus, 11,9% felekezeten kívüli (48,9% nem válaszolt).

## Nevezetességei
- Gyulai Gaál-kastély
- Hősök emlékműve
- Római katolikus templom
- Feltételezett Árpád-kori földvár